# Yeonpyeong
Yeonpyeong (em coreano: 연평도) é uma ilha, junto a um grupo de outras pequenas ilhas, da Coreia do Sul, situada no Mar Amarelo, a cerca de 80 km a oeste de Inchon, a cidade sul-coreana peninsular mais próxima; e a uns 12 km da costa da província de Hwanghae, na Coreia do Norte. A ilha principal, além do nome de Yeonpyeong, também recebe o da ilha de Daeyeonpyeong. Tem área de 7,01 km², e 1176 habitantes (ano 1999). A outra ilha habitada é Soyeonpyeong, com reduzida população, e área de 0,24 km².
O conjunto de ilhas forma o distrito de Yeonpyeong-myeon, dentro do condado (Gun) de Ongjin, na cidade metropolitana de Inchon.
Yeonpyeong fica bem perto da fronteira marítima entre as duas Coreias, e também está mais próxima da costa da Coreia do Norte que da da Coreia do Sul. Devido à usa situação geográfica, e à riqueza pesqueira das suas águas, é um dos locais de maior tensão entre os governos de ambos os estados. A Coreia do Sul tem estabelecidos 1000 soldados na ilha, e têm ocorrido alguns confrontos navais, em 1999 e em 2002.
Em 23 de novembro de 2010, o exército da Coreia do Norte bombardeou Yeonpyeong, com dezenas de projécteis que atingiram a ilha e as águas próximas. Como resultado vários civis ficaram feridos, e pelo menos dois soldados e dois civis sul-coreanos morreram, no que é considerado um dos mais graves confrontos após a Guerra da Coreia na década de 1950.